# Paul Eudel
Paul Eudel, né au Crotoy (Somme) le 23 octobre 1837 et mort à  Cellettes le 18 novembre 1911, est un armateur, négociant, collectionneur et chroniqueur d'art français.

## Biographie
Paul Eudel vit d'abord à Nantes, où il épouse la fille de l'avocat Alcide Juste Clémenson et mène une vie d'industriel tout en écrivant des chroniques pour le Bulletin bibliographique, le Courrier de Nantes et le Phare de la Loire, où il est membre du comité d'inspection et d'achats de la bibliothèque locale et conseiller municipal.
En 1878, il s'installe à Paris et contribue à de nombreux journaux tels que L'Opinion, La Vie moderne, Le Figaro, Le Temps, L'Illustration.
Il écrit par ailleurs plusieurs pièces en un acte en collaboration avec d'autres auteurs, ainsi que des récits de voyage.
En 1886, il demande sans succès la Légion d'honneur.
Il connut l'écrivain, historien d'art et collectionneur, alors vieillissant, Jules Champfleury.
Lui-même grand collectionneur notamment d'argenterie ancienne, il tient pour le journal L'Indépendant une chronique sur les grandes ventes et publie, entre autres ouvrages destinés aux collectionneurs, une série en neuf volumes sur l'Hôtel Drouot. Son ouvrage L'Hôtel Drouot et la curiosité en 1883 annonçait la préparation d'un ouvrage intitulé Soixante planches d'orfèvrerie.
« L'une des conséquences de ce nouvel engouement pour l'argenterie ancienne entraîna l'apparition quasiment inévitable de faux (...) Paul Eudel fut bien conscient de cette dérive puisqu'il publia en 1884 un petit ouvrage intitulé le Trucage et les Contrefaçons dévoilées. »

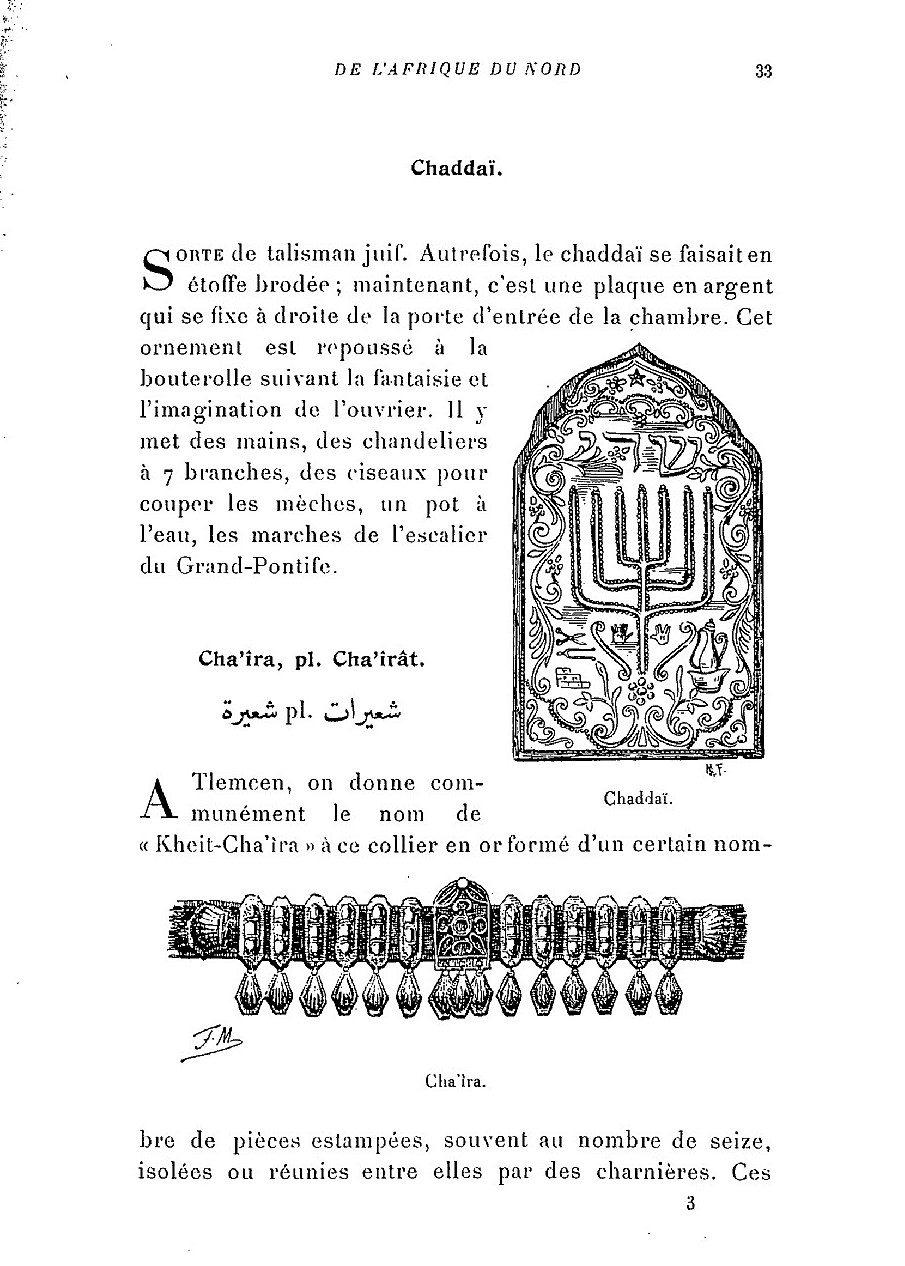
Description d'un talisman juif et d'une coiffe algérienne, d'après Paul Eudel dans le Dictionnaire des bijoux de l'Afrique du Nord (1906)

Il est l'un des premiers auteurs de descriptions historiques de l'art de la joaillerie au Maghreb. Après son premier récit de la joaillerie en Algérie et en Tunisie, L'orfévrerie algérienne et tunisienne (1902), il publie un dictionnaire thématique à portée géographique encore plus large, le Dictionnaire des bijoux de l'Afrique du Nord : Maroc, Algérie, Tunisie, Tripolitaine (1906). Sur la base de ses voyages dans ces pays, il compile des informations détaillées sur le style berbère et d'autres styles de bijoux, avec des illustrations graphiques pour ses notes.
Vers 1900, à son arrivée à Paris, l'historien d'art et futur conservateur de la bibliothèque Forney, Henri Clouzot (Niort, 1865-1941), oncle du célèbre cinéaste Henri-Georges Clouzot, fut son secrétaire.
Son frère Émile Eudel fut capitaine au long cours et collectionneur de coquillages.

## Principales publications

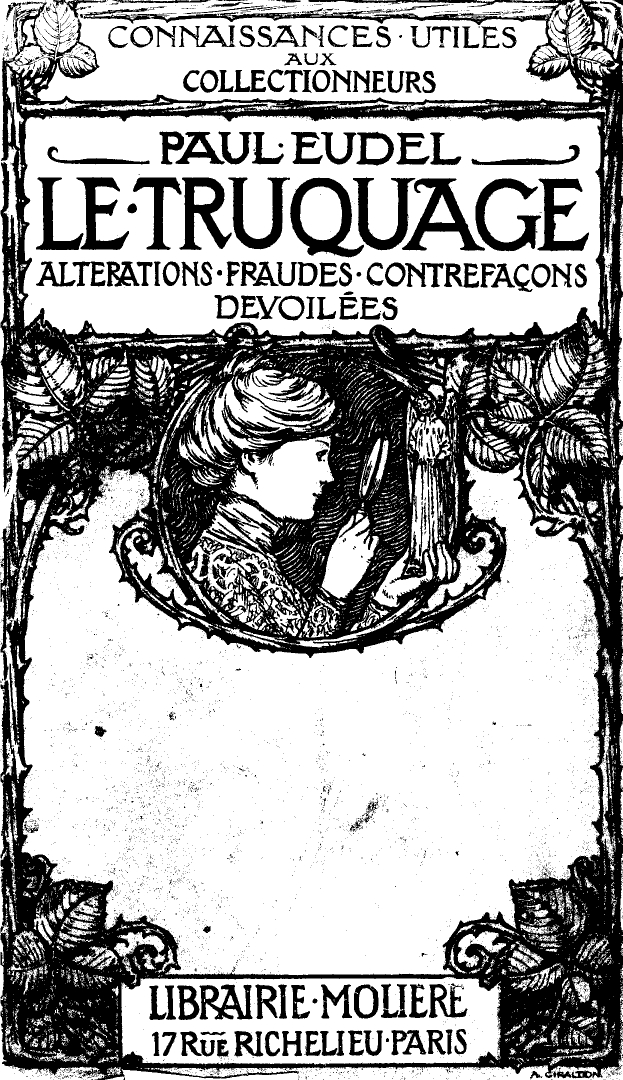
Le Truquage, couverture dessinée par Adolphe Giraldon (1907).

- L'Hôtel Drouot en 1881, préfacé par Jules Claretie, Chez Georges Charpentier Texte en ligne.
- L'Hôtel Drouot et la curiosité en..., neuf volumes, G. Charpentier, 1882-1891, préfacés par Armand Silvestre (1882) et Charles Monselet (1883-1885), avec un portrait de l'auteur par F. Demoulin Texte en ligne.
- Le Baron Charles Davillier, 1883 — texte repris dans Collections et Collectionneurs.
- Aimé Desmottes, 1885 [?].
- Le Truquage. Les contrefaçons dévoilées, 1re édition en 1882, puis 1884, 1887 et 1907 Texte en ligne.
- Les Locutions nantaises, 1884.
- La Vente Hamilton, avec 27 dessins hors-texte, 1885.
- Constantinople, Smyrne et Athènes, journal de voyage, 1885.
- Collections et collectionneurs, G. Charpentier, 1885 Texte en ligne.
- Les ombres chinoises de mon père, 1885 Texte en ligne.
- Champfleury, sa vie, son œuvre et ses collections, 1891.
- L'Argot de St-Cyr, 1893.
- À la Bourboule, 1894.
- Un peu de tout, 1896.
- Poètes bretons inconnus. Alexandre Legros, 1897.
- Journal de bord de mon frère Émile, 1897.
- Le Mort récalcitrant, 1898 — Texte en ligne .
- À travers la Bretagne, 1898 — Texte en ligne.
- Envois d'auteurs, 1898 — Texte en ligne.
- L'Orfèvrerie algérienne et tunisienne, 1902, prix Charles Blanc de l’Académie française en 1903.
- Le Comité républicain de Nantes. 1870-1874, 1903.
- Théâtre, 1903.
- D'Alger à Bou-Saada, 1904.
- Vocabulaire blésois, 1905.
- La Hollande et les Hollandais, impressions de voyage : mœurs et coutumes, histoire et anecdotes, villes et rues, musées et monuments, 1906.
- Dictionnaire des bijoux de l'Afrique du Nord, Maroc, Algérie, Tunisie, Tripolitaine, 1906.
- L'Artillerie nantaise, 1909.
- Figures nantaises, 1909.
- Nantes en 1792, 1909.
- Hivernage en Algérie, 1909.
- Le Crotoy, 1909.
- Annales de La Bourboule, 1911.
- De tout un peu, derniers mélanges, 1912.

### Sources
- Joseph Uzanne, Figures contemporaines tirées de l'Album Mariani, volume II, Paris, Librairie Henri Floury, 1896, lire en ligne sur Gallica
- Dossier de proposition à la Légion d'honneur, Arch. nat. (France) LH/3215 ;
- Jeanne-Philippe Levatois, La vie et l'œuvre d'Henri Clouzot (bulletin de la Société Historique et Scientifique des Deux-Sèvres, nos 2 et 3, 1966, p. 72) ;
- Gérard Mabille, Orfèvrerie française des XVIe, XVIIe et XVIIIe siècles, (Paris, 1989).